# Luis Fernández Estébanez
Luis Fernández Estébanez (Madrid, 31 de desembre de 1984) és un actor i MC espanyol, conegut principalment pel seu paper de Culebra a Los protegidos, el seu primer treball com a actor. Anteriorment s'havia dedicat a la música, formant part del grup Darmo, en el qual va rebre el mot de "Perla". De fet, el que li va conduir al món de la televisió va ser el videoclip "Mantenlo ilegal". Els productors de la sèrie Los protegidos d'Antena 3, en veure-ho, van oferir-li l'oportunitat de fer un càsting, i va ser llavors quan va començar a donar vida a Culebra, un noi que fugia d'orfenats i centres d'acollida mitjançant el seu poder per fer-se invisible.